# Chicago jazz

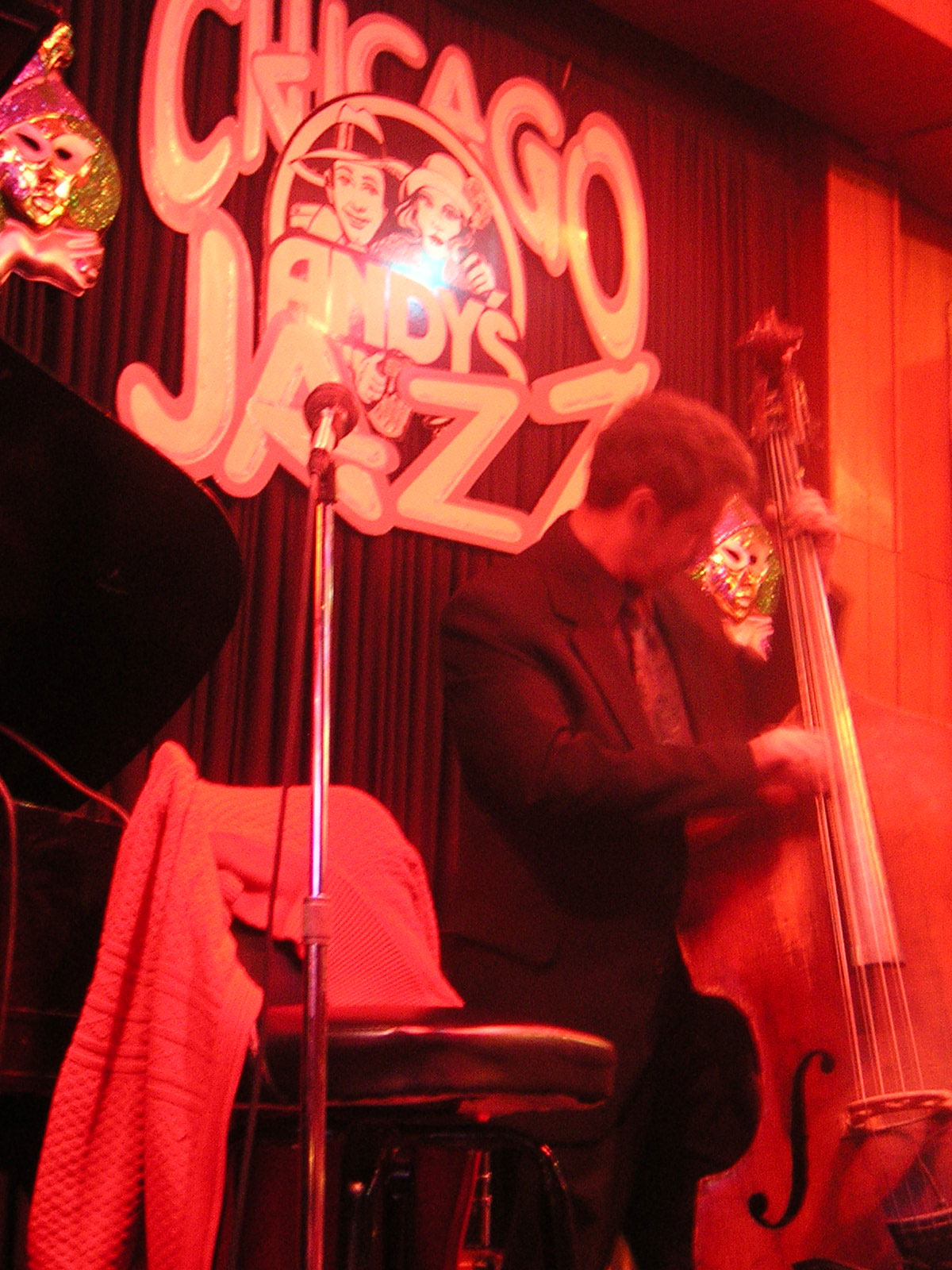
Buddy Guy al Bonnaroo Music Festival nel 2006

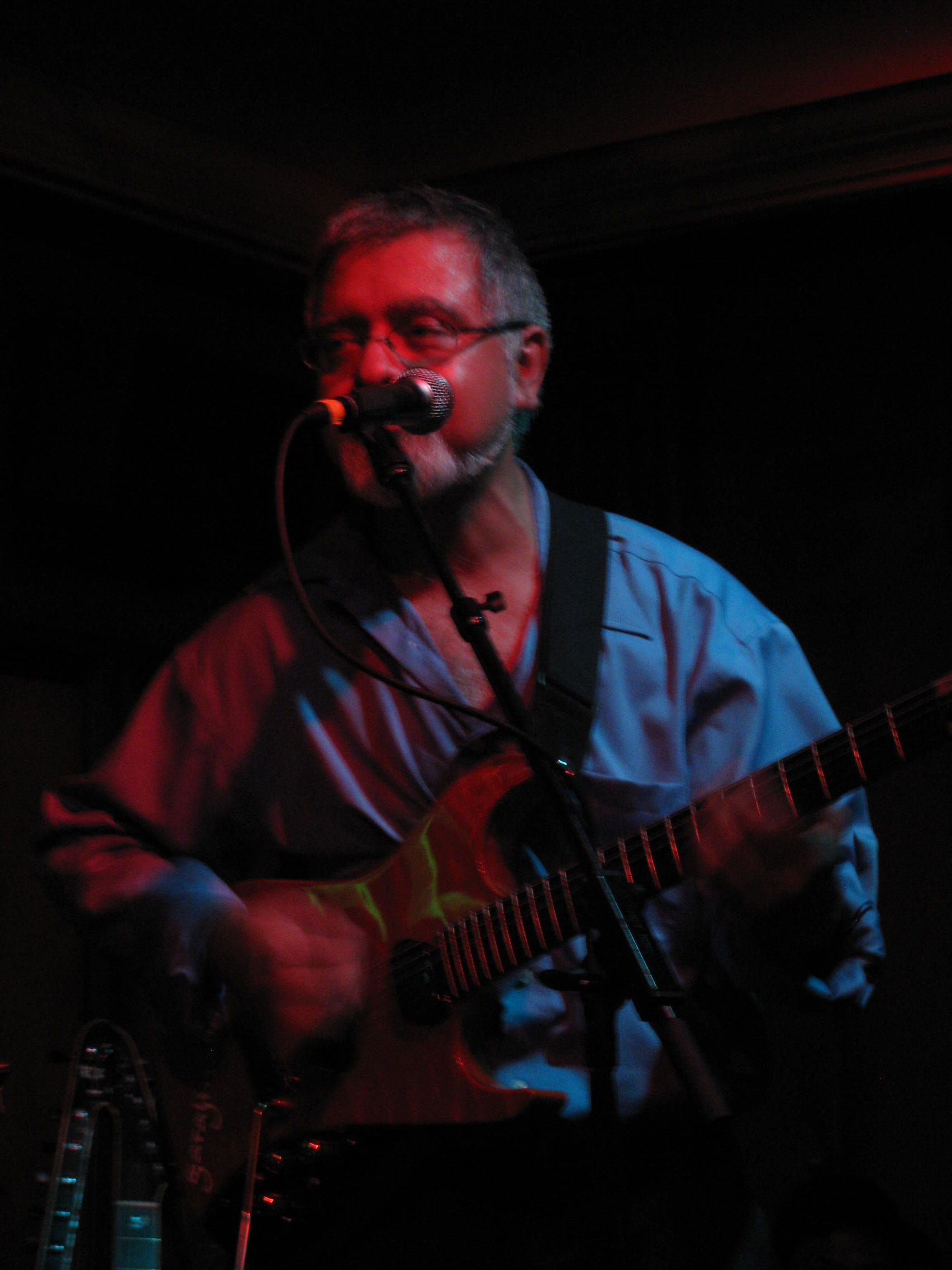
Fareed Haque al Green Mill Jazz Club di Chicago

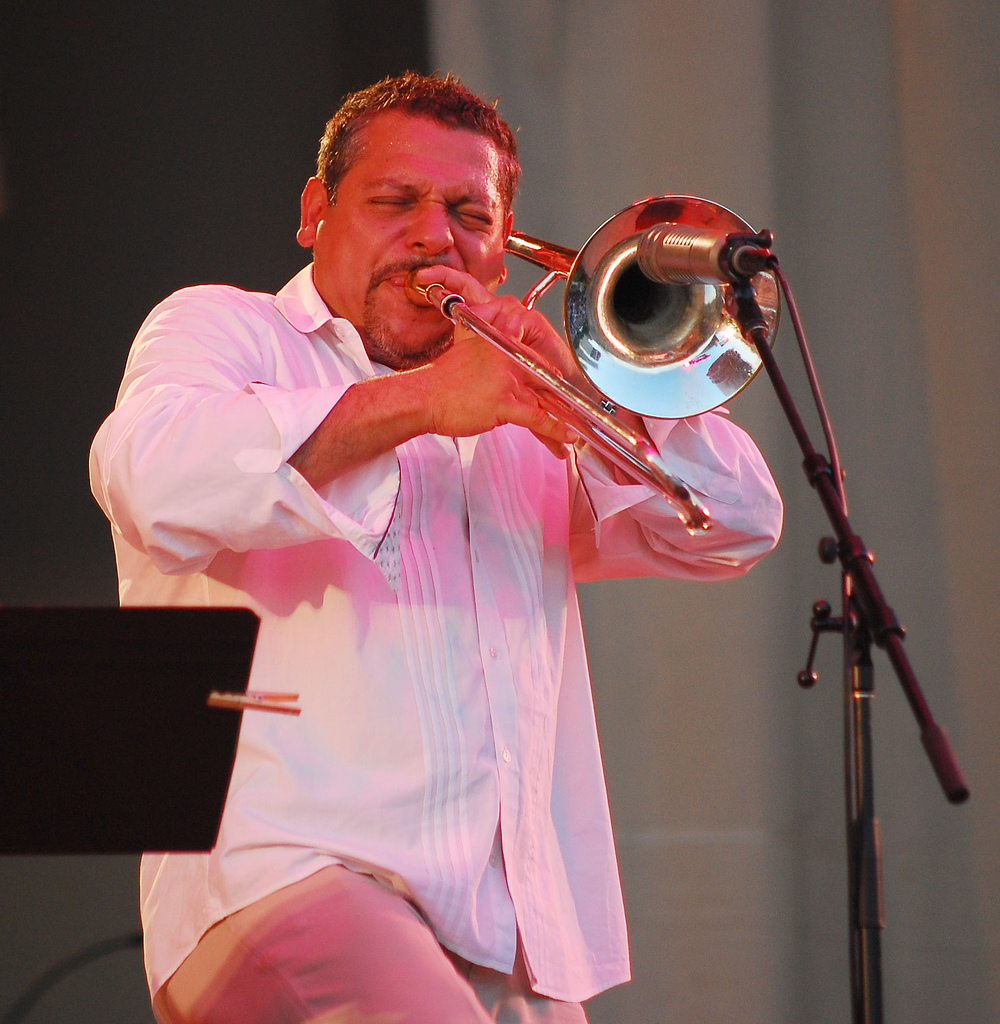
Il trombonista Luis Bonilla al Chicago Jazz Festival 2008

Il Chicago jazz si può definire uno "stile di Chicago" del jazz, originato dai musicisti meridionali in migrazione verso il nord dopo il 1917, che portarono con sé lo stile New Orleans "Dixieland", talvolta chiamato "hot jazz". Il Dixieland si è evoluto in gran parte nello stile di Chicago alla fine degli anni '10 e il nuovo stile fu popolarmente chiamato con quel nome all'inizio degli anni '20.

## Storia
King Oliver e Jelly Roll Morton divennero le star della scena jazz di Chicago. King Oliver in particolare portò Louis Armstrong a Chicago nel 1922 mentre si esibiva al Dreamland Café con la sua "Creole Jazz Band". Ancora più importante, i musicisti bianchi, o "alligatori", assistevano alle esibizioni di Oliver per imparare a suonare il jazz. Le registrazioni di Louis Armstrong con le sue band con sede a Chicago Louis Armstrong e i suoi Hot Five e Hot Seven uscirono negli anni dal 1925 al 1928 e furono apprezzate sia dal pubblico bianco che da quello nero.
Queste registrazioni segnarono la transizione del jazz originale di New Orleans verso un tipo più sofisticato di musica improvvisata americana con maggiore enfasi sui ritornelli solisti invece che solo su piccole pause soliste. Questo stile di esecuzione fu adottato dai musicisti bianchi che preferivano metri di 2 invece di 4. L'enfasi sugli assoli, tempi più veloci, contrabbasso e chitarra, in sostituzione della tuba e del banjo tradizionali, e i anche i sassofoni distinguono lo stile di Chicago dallo stile di New Orleans. Quando i musicisti di Chicago iniziarono a suonare misure in quattro movimenti, gettarono le basi per l'era dello swing. Il Lindy Hop veniva originariamente ballato al ritmo del jazz in quattro battute in stile Chicago e divenne una delle caratteristiche iconiche dell'era dello swing.

## Musicisti di rilievo
Musicisti importanti nello stile di Chicago comprendono:
Lovie Austin,
Muggsy Spanier,
Jimmy McPartland,
Bix Beiderbecke,
Eddie Condon,
Bud Freeman,
Benny Goodman,
Gene Krupa,
Frank Teschemacher e Frank Trumbauer.
I gangster di Chicago ingaggiarono musicisti di profilo come Earl Hines, il cui vantaggio era quello di dirigere un'orchestra in uno dei luoghi più importanti della città. Armstrong era anche amichevole con i gangster, come Al Capone, che spesso pagava per l'uso privato dei jazz club. Hines e Benny Goodman si emanciparono dallo stile di Chicago quando divennero due dei più famosi bandleader dell'era dello swing.
Due decenni dopo, l'originale pianista di Chicago Art Hodes presentò lo stile jazz classico in una serie televisiva.

## Il jazz moderno di Chicago
Dalla metà degli anni '60 ad oggi l'Associazione per l'Avanzamento dei Musicisti Creativi ha coltivato la "Great Black Music: Ancient to the Future" ("La Grande musica nera: dall'antichità al futuro").
La scena jazz di Chicago comprende l'annuale Chicago Jazz Festival che ha le sue origini negli anni '70. Tra gli artisti del festival figurano Miles Davis, Sonny Rollins, Ornette Coleman, Benny Carter, Ella Fitzgerald, Anthony Braxton, Betty Carter, Lionel Hampton, Chico O'Farrill's big band, Jimmy Dawkins, Von Freeman, Johnny Frigo, Slide Hampton e Roy Haynes. Musicisti di tutte le epoche sopravvissute del jazz si esibiscono regolarmente in città, pubblicano registrazioni e sono in tournée a livello nazionale e internazionale.
Sinyan Shen, noto a livello internazionale per il suo repertorio classico di Shanghai e le sue esibizioni jazz basate su interessi tonali e intervalli giusti, ha sede a Chicago. Tra i musicisti che si esibiscono ancora oggi e che originariamente divennero famosi nelle epoche del bebop e dell'hard bop figurano Von Freeman e Jimmy Ellis, entrambi contemporanei dell'ex cittadino di Chicago Johnny Griffin.
I membri della Associazione per l'avanzamento dei musicisti creativi di Chicago, che lavorano regolarmente in città includono Fred Anderson, Ernest Dawkins, Aaron Getsug e Isaiah Spencer Dagli anni '60, i membri dell'organizzazione hanno eseguito la loro versione della "Great Black Music" in tutto il mondo.
Tra i musicisti jazz innovativi che si sono imposti all'attenzione del pubblico dall'inizio degli anni '90 figurano Marbin, David Boykin, Karl E. H. Seigfried, Jeff Parker, Joshua Abrams e Jim Baker. Comune a molti di questa nuova generazione è abbracciare un’ampia varietà di stili e tecniche.